# 张虎 (1941年)
张虎（1941年12月—），男，汉族，河北定兴人，中国书法家，曾任中国书法家协会常务理事。